# Eunice johnsoni
Eunice johnsoni är en ringmaskart som beskrevs av Hartman 1954. Eunice johnsoni ingår i släktet Eunice och familjen Eunicidae. Inga underarter finns listade i Catalogue of Life.